# フィリップ・モリス (煙草商)

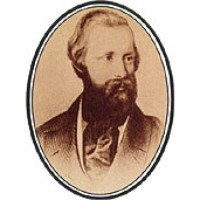
フィリップ・モリス

フィリップ・モリス（英: Philip Morris、1835年 - 1873年）は、イギリスの煙草屋・たばこ輸入業者である。アメリカのたばこメーカーのフィリップモリスの起源となる事業を起こした人物であり、同社の名前の由来である。

## 生涯
1835年に生まれた。1847年、家族がロンドンのボンド・ストリートに煙草屋を開業し、刻みたばこや既に巻いてあるたばこを売った。1854年には、モリスは自分でたばこを作って売るようになった。1870年、モリスは「フィリップ・モリス・ケンブリッジ」と「フィリップ・モリス・オックスフォード・ブルース」（後の「オックスフォード・オーバル」、「フィリップ・モリス・ブルース」）の生産を開始した。
モリスは1873年に癌で死亡した。妻のマーガレットと弟のレオポルドがモリスの事業を引き継いだ。